# Igreja Matriz de Santa Terezinha
A Igreja Matriz de Santa Terezinha é o principal templo católico do município de Janduís/RN. Faz parte da Diocese de Mossoró, estando situada no Zonal do Vale . O nascimento do município está diretamente ligado a criação da igreja, constituindo-se ao seu redor. A Igreja de Santa Terezinha é datada de 1912 . Inicialmente, Janduís teve como padroeiro São Bento. O crescente aumento de devotos de santa Terezinha no município a proclamou padroeira da cidade. Atualmente, São Bento é padroeiro de bairro homônimo localizado no município .
Santa Teresinha de Lisieux, padroeira do município, foi beatificada em 1923 e canonizada em 1925. O impacto de sua "A História de uma Alma", uma coleção de seus manuscritos autobiográficos publicados e distribuídos um ano depois de sua morte, foi tremendo e ela rapidamente tornou-se um dos santos mais populares do século XX. Pio XI fez dela a "estrela de seu pontificado" , beatificando-a em 1923 e canonizando-a dois anos depois.  
A igreja localiza-se em frente à histórica Praça de Santa Terezinha, no centro comercial do município. A Festa de Santa Terezinha, que ocorre todo mês de outubro, traz milhares de pessoas de outras cidades e estados, com atrações de renome nacional, com artistas da terra e espaços temáticos, como a barraca delícias da terra .
A Procissão de encerramento dos festejos da Padroeira Santa Terezinha, mais conhecida como Procissão das Rosas, é uma tradição católica que acontece em Janduís/RN no último dia da Festa de Santa Terezinha. Com décadas sendo realizada ininterruptamente, é a mais antiga celebração religiosa do município e é considerada uma das mais tradicionais procissões do estado .

## Semana Santa
Tradicionalmente, a encenação da "Paixão de Cristo" é realizada no adro da Igreja de Santa Terezinha na Sexta-Feira da Paixão. A apresentação atrai centenas de pessoas do município e cidades circunvizinhas para conferir uma das mais tradicionais encenações da 'Paixão de Cristo' do Rio Grande do Norte . A encenação abrange principalmente as horas finais da vida de Jesus, começando com a agonia no jardim de Getsêmani, a insônia e agravo da Virgem Maria, terminando com uma breve descrição de sua ressurreição. Além disso, também é comum entre os católicos janduienses durante o período da Semana Santa a distribuição de peixes para a comunidade no adro da Igreja de Santa Terezinha.